# Africada velar eyectiva
La africada velar eyectiva es un tipo de sonido consonántico no pulmonar , utilizado en algunas lenguas habladas . El símbolo en el Alfabeto Fonético Internacional que representa este sonido es ⟨kxʼ⟩ . [kxʼ] es una realización común de una eyectiva velar que a menudo se transcribe /kʼ/ , y es raro que una lengua distinga /kʼ/ y /kxʼ/ , aunque varias de las lenguas nguni lo hacen, así como el Lengua caucásica del noreste Karata-Tukita.

## Características
- Su modo de articulación es Africado, lo que significa que se produce primero deteniendo el flujo de aire por completo y luego permitiendo que el aire fluya a través de un canal estrecho en el lugar de la articulación, lo que provoca turbulencia.

- Su lugar de articulación es velar, lo que significa que se articula con la parte posterior de la lengua (el dorso) en el paladar blando.

- Su fonación es sorda, lo que significa que se produce sin vibraciones de las cuerdas vocales.

- Es una consonante oral, lo que significa que el aire solo puede escapar por la boca.

- Es una consonante central, lo que significa que se produce al dirigir la corriente de aire a lo largo del centro de la lengua, en lugar de hacia los lados.

- El mecanismo de la corriente de aire es eyectivo (egresivo glótico), lo que significa que el aire es expulsado al bombear la glotis hacia arriba.

## Ocurre en
| Idioma        | Palabra               | AFI                   | Significado           |
| ------------- | --------------------- | --------------------- | --------------------- |
| Hadza         | dlaggwa               | [cʎ̝̥ʼakxʷ’a]           | 'acunar'              |
| Haida         | ttsanskkaagid         | [tsʼanskxʼaːkit]      | 'vigas'               |
| Karata-Tukita | [ ejemplo requerido ] | [ ejemplo requerido ] | [ ejemplo requerido ] |
| Xhosa         | krola                 | [kxʼola]              | 'inscribir'           |